# Roser Carreras i Bofill
Roser Carreras i Bofill   (Pals, 2 d'octubre de 1904 - Barcelona, 16 de novembre de 1999) fou una mestra i exiliada política.
Estudià magisteri a l'Escola Normal de Girona on es graduà el 1929. El 1931 era mestra a Juïnyà, un veïnat del municipi de Sant Ferriol (Garrotxa). Aquell mateix any es traslladà a Banyoles on cuidà de l'educació dels pàrvuls a l'escola de les Rodes del carrer de la Rambla, una de les dues escoles infantils que creà la II República a aquella vila. El 1933 portà l'escola de nenes de Santa Pau, per passar el novembre de 1934 i fins al setembre de 1936 a Llorà a la Vall de Llémena. El 1934 formava part del Comitè Comarcal de la FETE (UGT). L'any següent ingressà a Esquerra Republicana de Catalunya.  El setembre de 1936 s'integrà a l'escola Ignasi Iglésias de Girona acabada d'inaugurar per l'alcalde Miquel Santaló. Una escola que fou el referent de la política d'esquerres del govern municipal gironí en matèria d'educació. El febrer de 1939, amb la victòria dels franquistes a la Guerra Civil, emprèn el camí de l'exili a l'exili vers França.  Resideix a Perpinyà i Montpeller des d'on s'adreça a Bordeus on embarcà, al transatlàntic "Mexique", rumb a Mèxic. On arribarà el 27 de juliol de 1939.  Durant la travessia va contreure matrimoni amb el mestre gironí Esteve Garriga i Pla.
S'establí a Tampico (Estat de Tamaulipas). On formà part de l'Institut-Escola Cervantes que dirigia el seu marit amb una important presència de mestres i professors refugiats espanyols. Retornà a Catalunya, però no es coneix la data del seu retorn. Hi ha constància de què el desembre de 1954 era al mas Carles, a Pals, mentre el seu marit, el mestre Esteve Garriga i Pla, continuà treballant a l'Instituto-Escuela Cervantes de Tampico.  Després fixà la seva residència a Barcelona.  A conseqüència de la repressió franquista sobre els mestres i el procés de depuració, havia estat exclosa del magisteri i, per tant, no va poder exercir com a mestra un cop retornada a Catalunya. Ja en la democràcia, el 1980, es reconegué a Roser Carreras i Bofill com a alumna del Pla Professional de 1931 i es procedí a la seva reintegració al cos oficial de mestres públics. Morí a Barcelona el 16 de novembre de 1999.